# Consejo del Comando Militar (Yemen del Norte)
El Consejo del Comando Militar (CCM) fue una junta militar nasserista compuesta por siete oficiales militares que gobernó la República Árabe de Yemen entre 1974 y 1978.

## Historia
Los oficiales nasseristas ganaron poder en el Yemen del Norte en 1962, cuando el Reino de Yemen sufrió un golpe de Estado contra el rey Muhammad al-Badr, desencadenando una guerra civil que duró ocho años. A un gran costo para el país, los revolucionarios finalmente ganaron la guerra y terminaron con la monarquía yemení.
El 13 de junio de 1974, un golpe de Estado incruento tuvo lugar en la República Árabe de Yemen: un grupo de oficiales militares derrocó al último líder civil yemení, Abdul Rahman al-Iryani. La radio estatal yemení anunció que se había creado un consejo de siete coroneles del ejército yemení, denominado Consejo del Comando Militar, cuyo objetivo era gobernar el país. Según la radio, el consejo estaba encabezado por el coronel Ibrahim al-Hamdi, quien organizó el golpe. Hamdi también asumió las funciones de presidente de Yemen del Norte, cargo que ocupó formalmente en 1975.
La junta del CCM implementó una serie de reformas ambiciosas, denominadas por Hamdi como "Iniciativa Correctiva Revolucionaria". Una de las medidas adoptadas fue la abolición del sistema de elección indirecta en áreas rurales, que había sido utilizado por el gobierno de Iryani y resultó en la dominación del Parlamento por élites tribales. El CCM puso fin a este sistema para debilitar el poder de las élites tribales yemeníes. Bajo el liderazgo de Hamdi, la junta buscó implementar reformas sociales para modernizar la sociedad conservadora y tribal de Yemen, estableciendo una serie de comités para garantizar su implementación. La junta combatió la corrupción, inició un gran plan de infraestructura, buscó educar a la población, destinando el 31% del presupuesto anual del país a educación, y reorganizó el ejército. Sin embargo, bajo el CCM y Hamdi, el papel del ejército en el sistema político y en la vida pública se expandió: la intervención militar en la vida política regresó, y el gobierno militar se convirtió en una característica del sistema político.
La junta de Yemen del Norte intentó un acercamiento con Yemen del Sur: por ejemplo, en febrero de 1977 se firmó el "Acuerdo de Kataba", que establecía la formación de un consejo yemení integrado por los presidentes al-Hamdi y Salim Rubai Ali (presidente de Yemen del Sur) para discutir y resolver todos los problemas fronterizos que afectaran al pueblo yemení unido, y coordinar esfuerzos en todas las áreas, incluida la política exterior. En cualquier caso, el presidente Hamdi fue asesinado el 10 de octubre de 1977, presuntamente por un agente saudí (Arabia Saudita tenía sus propios motivos: por ejemplo, Hamdi se oponía a la influencia saudí en el Yemen del Norte).
El teniente coronel Ahmad Hussein al-Ghashmi fue elegido presidente de un Consejo Presidencial de tres miembros el 11 de octubre de 1977. El CCM emitió un decreto el 6 de febrero de 1978 que establecía la creación de una Asamblea Constituyente. Al-Ghashmi fue elegido presidente por la Asamblea Popular Constituyente el 22 de abril de 1978. Poco después, en mayo, el gobierno reprimió una rebelión militar liderada por el Mayor Aalim, resultando en la muerte de unas 50 personas. Bajo Ghashmi, la junta cambió su política: Ghashmi era un conservador que buscaba revertir las reformas de Hamdi y acercarse nuevamente a Arabia Saudita. Sin embargo, el mandato de Ghashmi sobre la junta duró aún menos: fue asesinado apenas 8 meses después de asumir el poder, en Saná, el 24 de junio de 1978, y un ahora reducido Consejo de Mando Militar de solo tres miembros, encabezado por Abdel Karim al-Arashi, tomó el control del gobierno el 25 de junio de 1978.
La Asamblea Popular Constituyente eligió al teniente coronel Alí Abdalá Salé como presidente el 17 de julio de 1978. El 10 de agosto de 1978, su gobierno condenó a muerte a 30 oficiales militares por su participación en la rebelión militar de mayo de 1978. El presidente Salé reprimió una rebelión militar el 15 de octubre de 1978, y 21 individuos fueron ejecutados por su participación en la rebelión militar el 27 de octubre y el 15 de noviembre de 1978. Aproximadamente 150 personas murieron en violencia política entre abril de 1970 y diciembre de 1978. Salé revirtió las reformas de Hamdi. Aunque todos estaban seguros de que Salé no permanecería en el poder por mucho tiempo, para sorpresa de todos, logró sobrevivir, consolidar su poder y mantenerse en él durante décadas. Durante el gobierno de Salé, el régimen gobernante se transformó gradualmente de un sistema de gobierno colectivo por un consejo de oficiales militares a una dictadura autoritaria de Salé con su culto a la personalidad. De hecho, el CCM dejó de existir o desempeñar cualquier papel importante después de que Salé llegó al poder.